# Anseba
Anseba és una regió (zoba) d'Eritrea, en la part oest del país. La seva capital és la ciutat de Keren.

## Departaments
Aquesta regió posseeix una subdivisió interna composta pels següents districtes:
- Adi Tekelezant
- Asmat
- Elabered
- Geleb
- Hagaz
- Halhal
- Habero
- Keren
- Kerkebet
- Sela

## Territori i població
La regió d'Anseba té una superfície de 23.000 km². Dins de la mateixa hi habita una població d'aproximadament 621.000 persones (xifres del cens de l'any 2006).